# Стефан (митрополит Варшавский)
Митрополит Стефан (пол. Metropolita Stefan, в миру Степан Петрович Рудык, пол. Stepan Rudyk; 27 декабря 1891, Майдан Липовецкий, Перемышлянский уезд, Королевство Галиции и Лодомерии — 26 марта 1969, Варшава) — епископ Польской православной церкви, в 1965—1969 — её предстоятель с титулом «Митрополит Варшавский и всея Польши».
Двоюродный брат архиепископа Пантелеимона (Рудыка).

## Биография

### Ранние годы
Родился 27 декабря 1891 года в селе Майдан Липовецкий Перемышлянского уезда Галиции в крестьянской греко-католической семье Петра и Анны Рудык. Его отец был русофилом, и за это во время I мировой войны был интернирован австрийскими властями в лагерь Талергоф около Граца, где умер.
В мае 1911 года окончил Гимназию во Львове, после чего уехал в Россию и поступил в Волынскую духовную семинарию в Житомире, которая была эвакуирована в 1914 году в Орёл в связи с началом войны. В 1915 году окончил духовную семинарию.

### Священник
3 мая 1915 года был рукоположён в сан священника епископом Кременецким Дионисием (Валединским) и назначен помощником настоятеля прихода святого Николая в Кременце. В том же месяце кроме того занял должность настоятеля в Пониковице Малой в Бродском уезде как один из православных миссионеров епископа Холмского Евлогия (Георгиевского). После эвакуации российских войск в октябре 1915 года исполнял священническое служение среди беженцев в колонии Новины в Новоград-Волынском уезде. В августе 1918 года был назначен настоятелем в Москалевке в Проскуровском уезде, откуда в октябре 1921 перешёл в Подзамче в Кременецком уезде.
С 25 августа 1922 года служил капелланом православных солдат Войска Польского. Его первым приходом был Никольский военный приход в городе Торунь. Стефан Рудык был вовлечен в её создание, а также в жизнь местной русского сообщества. Его деятельность на благо русских вызвала возражения польских военных властей и привела в 1927 году к переводу его в Грудзёндз. Затем он служил в православных приходах военных в Катовице (1927—1936) и Кракове (1936—1939).
После начала Второй мировой войны в сентябре 1939, в результате авианалёта на военный госпиталь в Варшаве погибла его жена. Отступил вместе с польскими войсками в Румынию и был там интернирован. Находился в лагерях Кэлимэнешти и Тыргу-Жиу. В 1941 был выдан Германии и переселён в лагерь военнопленных (офлаг) VI E в Дорстене, Вестфалия, в качестве капеллана. Благодаря вмешательству его сыновей при поддержке Международного красного креста, получил в феврале 1942 согласие на выход из лагеря и разрешение на проживание в Берлине помощником настоятеля прихода при соборе Воскресения Христова в Берлине, принадлежащим Берлинской и Германской епархии Русской Православной Церкви Заграницей. Не мог вернуться в Варшаву, на территорию генерал-Губернаторства, как бывший священник в Войске Польском.
С 1943 года проживал в Лодзи, где до 1953 года служил на приходе церкви Александра Невского. В 1943 году спас от конфискации колокола собора, спрятав их на башне церкви. После освобождения Лодзи они были возвращены на место.
Как вдовый священник, в 1948 году пострижен в монашество и был возведён в сан архимандрита. Активно участвовал в жизни русской общины города Лодзь. 27 октября 1948 подписал обязательство сотрудничать с СБ как секретный сотрудник «Феделис».

### Епископ
9 декабря 1952 года митрополит Варшавский Макарий (Оксиюк) представил собору епископов Польской Православной Церкви три кандидатуры для епископской хиротонии для замещения вдовствующей Вроцлавской и Щецинской кафедры: священника Николая Неслуховского, священника Иоанна Левяжа и архимандрита Стефана (Рудыка). Епископы выбрали архимандрита Стефана.
22 марта 1953 года в кафедральном соборе Варшавы состоялась его епископская хиротония, которую совершили: митрополит Варшавский и всея Польши Макарий (Оксиюк), архиепископ Белостокский и Гданьский Тимофей (Шрёттер) и епископ Лодзинский и Познанский Георгий (Коренистов). Оценивая в том же году состояние своей епархии, епископ Стефан описал ситуацию как сложную, прежде всего, из-за отсутствия достаточного количества священнослужителей.
В 1958 году епископ Стефан возглавил созданный тогда же в Польской православной церкви Миссионерский комитет, целью которого было обращение украинцев греко-католического вероисповедания в православие. Особые усилия также для организации религиозного образования для детей и молодёжи в различных приходах. По мнению Петра Герента не следует преувеличивать размеры этой миссии. В тогдашней политической действительности у украинского и лемковского населения на западе Польши был выбор только между католицизмом латинского обряда и православием. Действия Миссионерского комитета включала Прикарпатье, где Ведомство по делам вероисповеданий решило передавать православным старые грекоатолические храмы, а также в населенных пунктах, в которых после 1956 года вернулись греко-католики. Верующие по замыслу польских властей должны перейти в Польскую православную церковь. Координацией деятельности Комитета Миссионерского на Прикарпатье занимался священник Иоанн Левяж.
В 1961 году переведён на Белостоцко-Гданьскую кафедру с возведением в достоинство архиепископа.
В 1964 году ко дню 20-летия Польской Народной Республики награждён Рыцарским крестом ордена «Polonia Restituta».
Принимал участие в трёх Всеправославных совещаниях на острове Родос (1961, 1963, 1964). В 1962 году был избран вице-председателем польского Экуменического совета церквей.

### Митрополит Варшавский и всей Польши
26 мая 1965 году был избран митрополитом Варшавским и всея Польши. Это избрание последовало спустя три года после смерти его предшественника митрополита Варшавского Тимофея. Тот факт, что Польская православная церковь в течение трех лет, не имела митрополита было вызвано позицией органов государственной власти, которые не позволяли совершить хиротонию четвёртого иерарха и получить тем самым необходимое число епископов в автокефальной церкви. Лишь в 1964 году власти разрешили рукоположение четвёртого епископа, который стал священник Николай Неслуховский, принявший монашество с именем Никанор}. По информации Жечипосполитой, выбор архиепископа Стефана на должность предстоятеля Польской православной церкви определила поддержка его кандидатуры со стороны государственных органов, которые не допустили в избрания на эту должность местоблюстителя митрополичьего престола в 1962 до 1965 годах архиепископа Георгия (Коренистова) из-за его антикоммунистических взглядов. Архиепископ Стефан (Рудык) был признан единственно возможным для коммунистов кандидатом на столичную кафедру, так как имел опыт работы церковной и обладал полной лояльностью по отношению к властям. Его избрание было положительно принято верующими Польской православной церкви. Интронизация митрополита Стефана состоялась 18 июля того же года.
В начале его пребывания на должности отношения между католической и православной церквами в Польше заметно ухудшились. Во время православных торжеств тысячелетия польского государства 22 июля 1966 года в соборе Марии Магдалины произнёс речь, в которой благодарил власти ПНР за принесение польским православным истинной свободы. В период управления им Польской православной церковью сохранялась отрицательная позиция по отношению к возможности установления более тесного экуменического диалога с римско-католической церковью и скептически оценивались эффекты декларации II Ватиканского Собора.

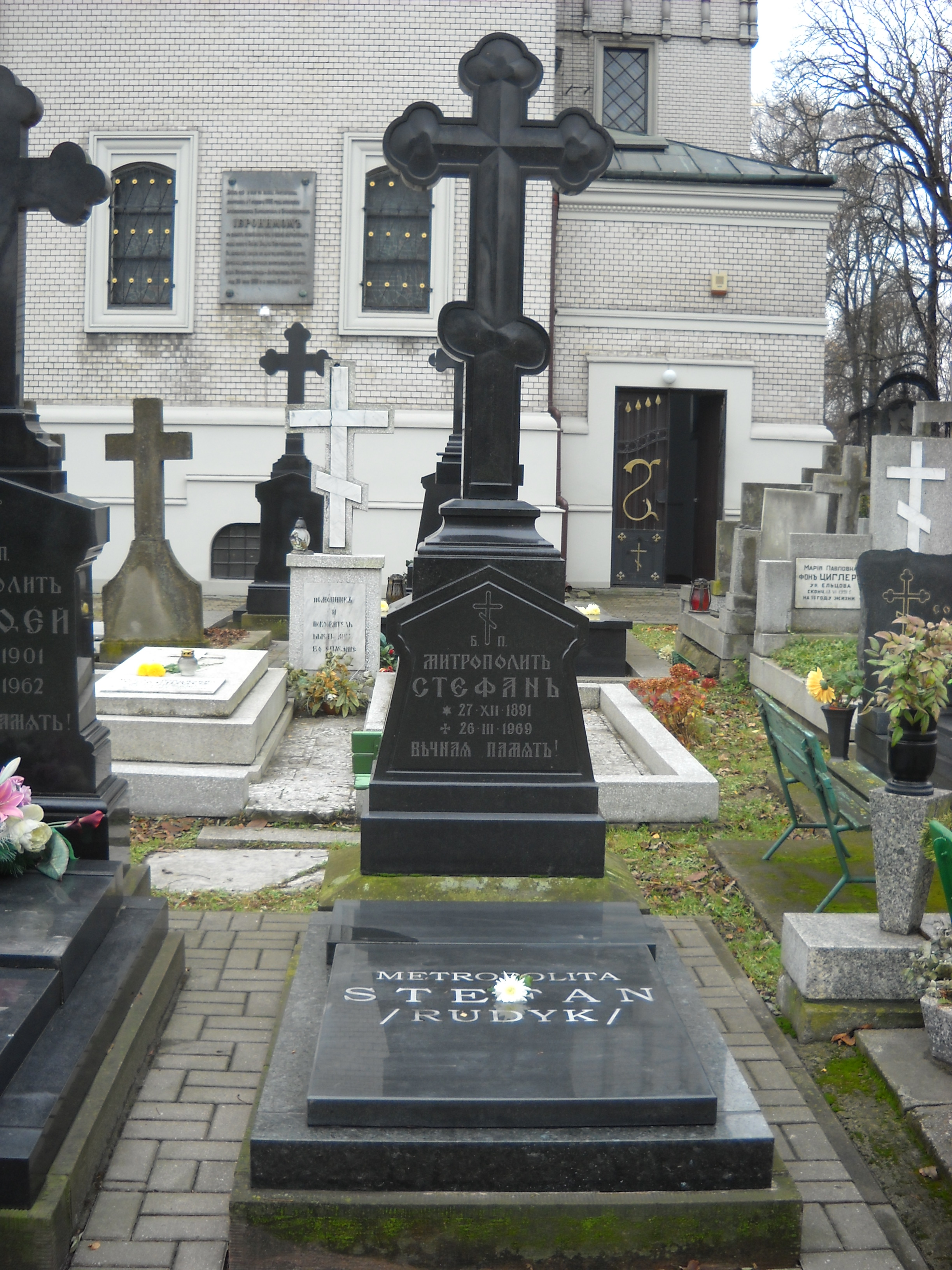
Могила митрополита Стефана

Как митрополит создал социальный фонд духовенства. Заслугой митрополита Стефана явилась его забота о престарелом духовенстве, вдовах и сиротах духовного звания. Ему удалось урегулировать положение Православной Церкви в Польской Народной Республике в части правовых норм её внутренней организации. Вопрос этот хотя и поднимался в прошлом, но не был решён, Создал комиссию, которая выработала проект Статута и дала его на рассмотрение Собора епископов, который внёс свои поправки. Работа над ним была завершена уже после его смерти, в 1970-х годах. Инициировал реконструкцию кафедрального собора в Варшаве, а также десятки других православных храмов на территории Польши. Продолжалась деятельность по развитию православных структур в Жешувском воеводстве, однако он не смог организовать принятие Польской православной церковью бывшего греко-католического собора в Перемышле или создание отдельной епархии для Прикарпатья. Эти действия, кроме обеспечения пастырской заботы о православном населении, составляли также продолжение его предыдущих попыток склонить местных греко-католиков к переходу в православие. Центром православной миссии на Жешовщине оставался Санок. В 1966 году, в рамках упорядочения кадровых вопросов, митрополит Стефан отозвал из местного прихода Святой Троицы управляющего им восемь лет священника Иоанна Левяжа, поставив ему ряд организационных и личных обвинений и не отказался от них даже тогда, когда, за оставление его на Жешувщине высказалось Ведомство по делам Вероисповеданий.
Особое внимание он уделял наблюдению за приходской жизнью; регулярно совершал посещения приходов, организовывал благочинные и епархиальные конференции духовенства, которые должны были поднять их духовный уровень и дисциплину. Ввел также обязанность совершать после принятия рукоположения прохождение пастырской практики в соборе в Варшаве.
В его предстоятельсво были возобновлены широкие контакты с другими автокефальными православными Церквями. Совершил много поездок за границу, выполнял также функции председателя Польского экуменического совета. В 1968 году в качестве главы делегации Польской православной церкви участвовал в работах IV Генеральной Ассамблеи ВСЦ в Уппсале.
Утром 25 марта 1969 года отслужил Литургию в кафедральном соборе в Варшаве на праздник Благовещения, но уже к вечеру начал жаловаться на боль. На следующий день утром он чувствовал себя лучше, и принялся за обычную работу в канцелярии митрополии, после чего отправился в больницу, где был направлен на операцию по удалению грыжи. Во время подготовки к ней с ним случился сердечный приступ, и, несмотря на немедленную врачебную помощь, он скончался в больнице на ул. Брестской в Варшаве. Похоронен на Православном кладбище в Варшаве.